# Bataille de Lewisburg
Guerre de Sécession
Batailles
La bataille de Lewisburg a lieu le 23 mai 1862 pendant la guerre de Sécession, dans le comté de Greenbrier, (alors situé en Virginie, actuellement en Virginie-Occidentale).
Cet affrontement voit une brigade de l'Union, sous le commandement du colonel George Crook, triompher d'une force confédérée supérieure en nombre, dirigée par le brigadier général Henry Heth.
Avant l'affrontement, les troupes unionistes dirigées par Crook occupent Lewisburg, une ville favorable à la cause confédérée. Confiant en son effectif supérieur, Heth lance une attaque matinale, espérant remporter une victoire facile. Crook déploie initialement deux compagnies en tirailleurs pour contrer l'offensive sudiste, qui s'engagent dans le combat avant de se replier. Interprétant ce repli comme une retraite générale de l'Union, Heth mobilise toutes ses forces, y compris son artillerie. Cependant, Crook a habilement positionné des régiments d'infanterie sur les flancs de la ville, ce qui entraîne rapidement un débordement des forces confédérées.
Sur le champ de bataille, Heth perd au moins quatre pièces d'artillerie, en plus de celles abandonnées près du pont sur la rivière Greenbrier. Lors de leur retraite, poursuivis par la cavalerie et l'infanterie unionistes, de nombreux soldats confédérés se débarrassent de leurs armes et de leur équipement. Cette victoire inattendue permet à Crook d'être promu au grade de brigadier général, tandis que Heth et un bataillon de nouvelles recrues sont tenus responsables de cette défaite.

## Contexte
Le 23 mai 1861 marque la sécession de la Virginie des États-Unis, à la suite de la ratification d'une ordonnance de sécession, intégrant ainsi l'État aux États confédérés d'Amérique. Cependant, la partie occidentale de la Virginie, désireuse de rester dans l'Union, proclame sa propre constitution le 24 octobre 1861, ce qui mène à la création officielle de l'État de Virginie-Occidentale le 20 juin 1863,. Dans la moitié méridionale de cette région, des divergences d'opinions émergent : les populations montagneuses sont majoritairement unionistes, tandis que les habitants des vastes vallées soutiennent en grande partie la cause confédérée. Ce contexte de loyautés divisées favorise l'émergence de bushwhackers et de partisans qui utilisent la guérilla pour renforcer leur influence locale.
Au sein de ce territoire aux allégeances contrastées, Lewisburg, siège du comté de Greenbrier depuis 1778, se positionne du côté de la Confédération et devient une base opérationnelle pour les bushwhackers actifs dans le comté et ses environs. La ville, située dans une petite vallée entourée de crêtes, compte environ 700 habitants en 1862. Sa position géographique, à la croisée de deux routes à péage, lui confère une importance stratégique. Washington Street, qui traverse Lewisburg en tant que partie du James River and Kanawha Turnpike (actuelle U.S. Route 60), suit un axe est-ouest, reliant la vallée de Shenandoah et la Virginia Central Railroad à Covington, et la vallée de la rivière Kanawha à Charleston. La Huntersville Turnpike (actuelle U.S. Route 219) s'étend selon un axe nord-sud. À trois comtés au sud de Lewisburg se trouve la Virginia and Tennessee Railroad. Les deux axes ferroviaires, la Virginia Central Railroad et la Virginia and Tennessee Railroad, jouent un rôle essentiel pour la Confédération en facilitant le transport des troupes et du matériel.

## Forces en présence

### Union Army

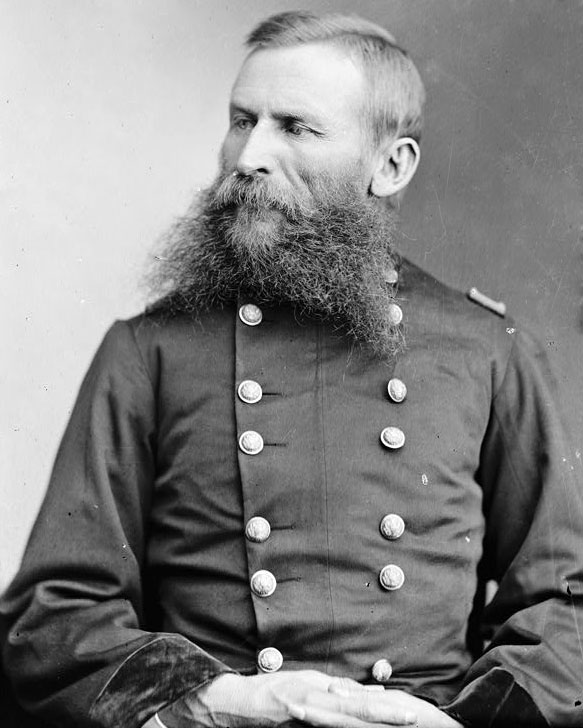
Les troupes de l'Union Army qui prennent part à la bataille sont menées par George Crook.

En mars 1862, l'Union crée le Département de la Montagne, une entité administrative englobant l'ouest de la Virginie ainsi que des portions du Tennessee et de l'est du Kentucky, sous le commandement du major général John C. Frémont. Au sein de cette structure, le brigadier général Jacob Dolson Cox dirige la division de la Kanawha, responsable de la région de Virginie occidentale où se déroule la bataille de Lewisburg. Cette division est composée de trois brigades, dont la Troisième Brigade Provisoire, commandée par le colonel George Crook,, un diplômé de l'Académie militaire de West Point. La brigade de Crook, composée de trois régiments d'infanterie, établit son quartier général à Meadow Bluff, dans le comté de Greenbrier, à environ 29 kilomètres au nord-ouest de Lewisburg. Crook évalue le nombre de ses fantassins engagés dans la bataille à 1 200, bien que d'autres sources, y compris un journal ultérieur, avancent le chiffre de 1 400, . Il convient de noter que le 47th Ohio Infantry, bien qu'appartenant à la brigade de Crook, se trouve à Meadow Bluff durant l'affrontement.
Le 36th Ohio Infantry, auparavant commandé par Crook et désormais sous les ordres du lieutenant-colonel Melvin Clarke, est entièrement armé de fusils Enfield Pattern 1853. Neuf compagnies du régiment prennent part à la bataille, constituant un  « bataillon » selon la terminologie de Clarke. Bien que certaines unités aient déjà été engagées dans des opérations de lutte contre la guérilla, cette bataille représente le baptême du feu pour la majorité des soldats du régiment,.
Le 44e régiment d'infanterie de l'Ohio, sous le commandement du colonel Samuel A. Gilbert, a acquis une première expérience du combat à la fin de l'année 1861 et a été stationné près de la rivière Kanawha, non loin de Charleston.
Le 2e régiment de cavalerie loyaliste de Virginie, qui deviendra le 2e régiment de cavalerie de Virginie-Occidentale, est rattaché à la division de la Kanawha tout en opérant de manière indépendante. Bien qu’il soit placé sous les ordres du colonel William M. Bolles, un seul de ses bataillons participe à la bataille sous le commandement du major John J. Hoffman ou du capitaine William H. Powell. Ce détachement, composé des compagnies B, C, F, H et I, est équipé de sabres, de pistolets de cavalerie à un coup et, au moins en partie, de fusils Enfield modifiés.

### Armée des États confédérés

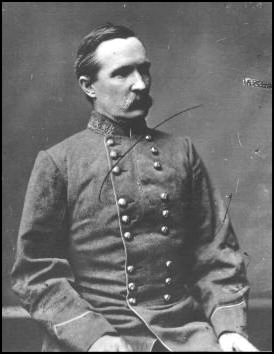
Henry Heth commande l'armée de la New River (Army of New River).

En mai 1862, les forces confédérées actives en Virginie-Occidentale sont intégrées au Département de l'est du Tennessee et de l'ouest de la Virginie, placé sous le commandement du major général William Wing Loring, dont le quartier général se situe au dépôt ferroviaire de Dublin, sur la ligne Virginia and Tennessee Railroad. Parmi ses subordonnés figure le brigadier général Henry Heth, diplômé de West Point et vétéran du service dans l’ouest avec l’armée américaine,. Heth nomme son détachement « armée de la New River » (Army of New River). Pour l'engagement à venir, ses effectifs comprennent environ 2 300 hommes, dont deux régiments d’infanterie, un bataillon d’infanterie, une unité de cavalerie, un bataillon de cavalerie démontée et plusieurs pièces d’artillerie,.
Le 22nd Virginia Infantry est commandé par le lieutenant-colonel George S. Patton Sr., , tandis que le 45th Virginia Infantry est placé sous les ordres du colonel William Henry Browne. Le 26e bataillon d’infanterie de Virginie, également appelé bataillon d’Edgar, est dirigé par le lieutenant-colonel William W. Finney, avec le major George Edgar en second. Formée à partir de survivants du 59e régiment d'infanterie de Virginie ayant combattu à la bataille de Roanoke Island, l’unité accueille aussi de nouvelles recrues. Mal équipés (certains n’ont que des fusils de chasse) et sans expérience, ces hommes sont répartis en deux groupes pour la bataille. Edgar commande la partie régulière, regroupant les vétérans du 59e régiment, des miliciens du sud-ouest de la Virginie et des artilleurs de la Western Artillery du capitaine Lewis A. Vawter. Finney dirige un détachement formé de deux compagnies du 50th Virginia Infantry et de deux autres du 51th Virginia Infantry.
Le 8e régiment de cavalerie de Virginie compte environ 200 hommes, répartis entre une section montée, commandée par le colonel James M. Corns, et une section à pied, placée sous les ordres du lieutenant-colonel Alphonso F. Cook, qui combat aux côtés de l'infanterie,. La Greenbrier Cavalry, compagnie dirigée par le capitaine Benjamin F. Eakles, aurait également été intégrée à la section montée.
L'artillerie à disposition de Heth comprend huit à dix pièces provenant des batteries de Bryan, Chapman, Lowry et Otey.

## Positionnement avant la bataille
La stratégie initiale de Frémont pour le Département de la Montagne prévoit une offensive contre les forces confédérées à Knoxville (Tennessee), débutant par le déploiement vers le sud de la division Kanawha, sous le commandement de Cox. Cette phase vise à neutraliser la Virginia and Tennessee Railroad, axe logistique essentiel reliant les armées confédérées de Virginie et du Tennessee, avant de permettre à Cox de rejoindre les autres divisions de Frémont pour l'assaut sur Knoxville. L’opération est engagée début mai avec l’avancée de Cox et de deux brigades vers Flat Top Mountain. C’est depuis cette position qu’il apprend l’annulation du raid, conséquence des manœuvres de Thomas Jonathan Jackson dans la vallée de Shenandoah. Cox choisit néanmoins de poursuivre l’attaque contre la ligne ferroviaire.

### Progression de Cox vers le sud

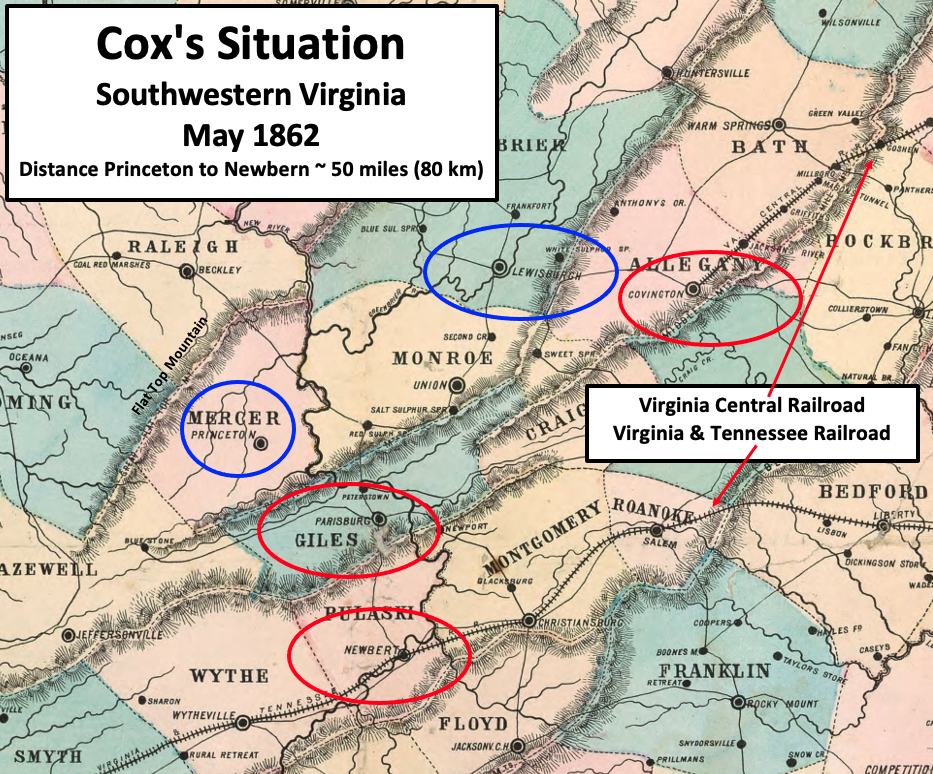
Cox projette une offensive contre le réseau ferroviaire confédéré Virginie and Tennessee Railroad.

Depuis Flat Top Mountain, Cox sécurise rapidement Princeton, dans le comté de Mercer. Il projette alors de poursuivre sa progression vers le sud avec ses première et deuxième brigades, dans le but d’atteindre la Virginia and Tennessee Railroad au niveau du dépôt de Dublin, près de New Bern. Le 6 mai, le 23e régiment d'infanterie de l'Ohio s’empare de Pearisburg, situé dans le comté de Giles,. Toutefois, le 10 mai, l’arrivée du brigadier général confédéré Heth à la tête de forces supérieures contraint le 23e Ohio à battre en retraite vers Princeton après un bref affrontement.
Le 15 mai, de violents accrochages opposent les brigades de Cox aux forces confédérées près de l’embouchure de Wolf Creek, dans le sud du comté de Mercer. Une embuscade tendue aux abords de Princeton inflige de lourdes pertes aux troupes unionistes, qui déplorent plus de 90 morts. Confronté à l’afflux de renforts confédérés venus de plusieurs directions, Cox ordonne le repli de ses unités sur Flat Top Mountain. Ces engagements, connus sous le nom de bataille de Princeton Court House, se concluent par une victoire des forces sudistes.

### Progression de Crook vers l'est
Le 11 mai 1862, Crook envoie des détachements du 47e Ohio — infanterie et cavalerie — pour s’emparer de Lewisburg et en déloger les deux compagnies confédérées qui y sont stationnées. L’opération se poursuit le 12 mai, lorsque les troupes fédérales approchent la ville par deux routes distinctes et en expulsent les forces ennemies. La cavalerie retourne ensuite au camp, tandis que l’infanterie occupe temporairement la ville avant d’établir un bivouac sur une crête voisine pour la nuit. Le 15 mai, Crook rejoint ce détachement avec le reste de sa brigade, incluant la cavalerie.

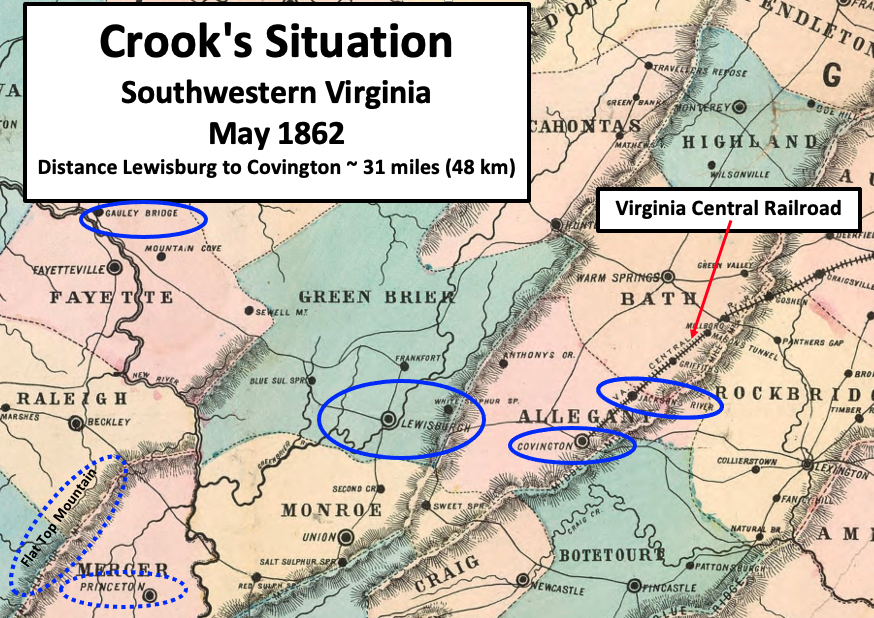
Crook occupe Lewisburg, puis lance un raid sur le Virginia Central Railroad.

Le lendemain, à l’exception du 47e Ohio, la brigade de Crook se dirige vers l’est jusqu’à White Sulphur Springs, avec pour objectif de s’emparer de matériels confédérés entreposés au dépôt de Jackson River, sur la Virginia Central Railroad, par le brigadier général Heth. En route, Crook apprend la présence des Moccasin Rangers — une bande de guérilleros confédérés notoires — et envisage leur capture. Bien que le terminus occidental de la ligne se trouve au dépôt de Jackson River, à l’est de Covington (Virginie), certaines installations ferroviaires ont déjà été partiellement construites plus à l’ouest. L’avant-garde de Crook, forte de 12 cavaliers sous les ordres du capitaine Powell, surprend un groupe de Moccasin Rangers près de Callaghan's Station et capture une trentaine d’hommes. Le rapport officiel les désigne sous le nom de « Mountain Rangers » et signale un nombre de prisonniers inférieur.
La brigade de Crook atteint le dépôt de Jackson River le 17 mai, où elle découvre que les troupes confédérées ont évacué la zone en emportant les matériels de Heth. L’examen du bureau télégraphique révèle que Stonewall Jackson a dépêché des renforts à Covington, tandis que deux milices locales sont également attendues. Peu après, Crook reçoit l’ordre, par courrier, de regagner Lewisburg pour soutenir le major général Cox. À titre préventif, un pont ferroviaire situé à environ 16 kilomètres à l’est du dépôt est incendié afin d’entraver l’acheminement des troupes confédérées par rail. La retraite vers Lewisburg débute le lendemain matin, et Crook y arrive dans la soirée du 19 mai,.

### Avancée de Heth vers Lewisburg

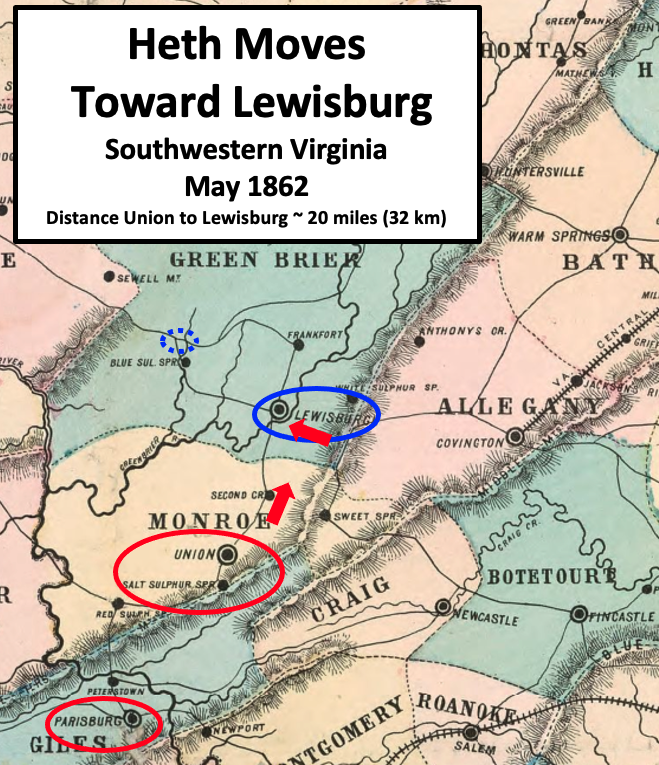
Heth nourrit la conviction de pouvoir surprendre et vaincre Crook.

Convaincu de la défaite de l’armée de Cox à Pearisburg ou Princeton, Heth dirige ses troupes vers Lewisburg. Le 21 mai, il atteint Salt Sulphur Springs, situé à 39 kilomètres de sa cible, et mise sur une attaque surprise, profitant de sa supériorité numérique pour espérer une victoire décisive. Toutefois, une reconnaissance effectuée dans le comté de Monroe permet à Crook d’être informé de la présence des Confédérés à Salt Sulphur Springs, ce qui l’amène à prévenir immédiatement Cox.
Par précaution, Crook ordonne de charger toutes les provisions dans des chariots afin de faciliter un repli rapide si nécessaire. Il dépêche le lieutenant-colonel Elliot et son détachement vers l’ouest, sur la route à péage, pour rejoindre le reste du 47e régiment d’infanterie de l’Ohio à Meadow Bluff, à environ 11 kilomètres au nord de Blue Sulphur Springs. Des sentinelles sont postées sur toutes les voies d’accès à Lewisburg, notamment près du pont sur la rivière Greenbrier. Situé à environ 4,8 kilomètres à l’est du pont, Lewisburg voit le camp de l’Union installé à 1,6 kilomètre plus à l’ouest, en périphérie de la ville.
Heth quitte Salt Sulphur Springs à 5 h du matin le 22 mai et traverse la ville d'Union. Il rejoint ses troupes en soirée, à environ 3,2 kilomètres du pont de la rivière Greenbrier. Des sentinelles sont déployées entre son campement et ce pont couvert, situé à l'emplacement actuel de Caldwell, en Virginie-Occidentale,,.

## Bataille

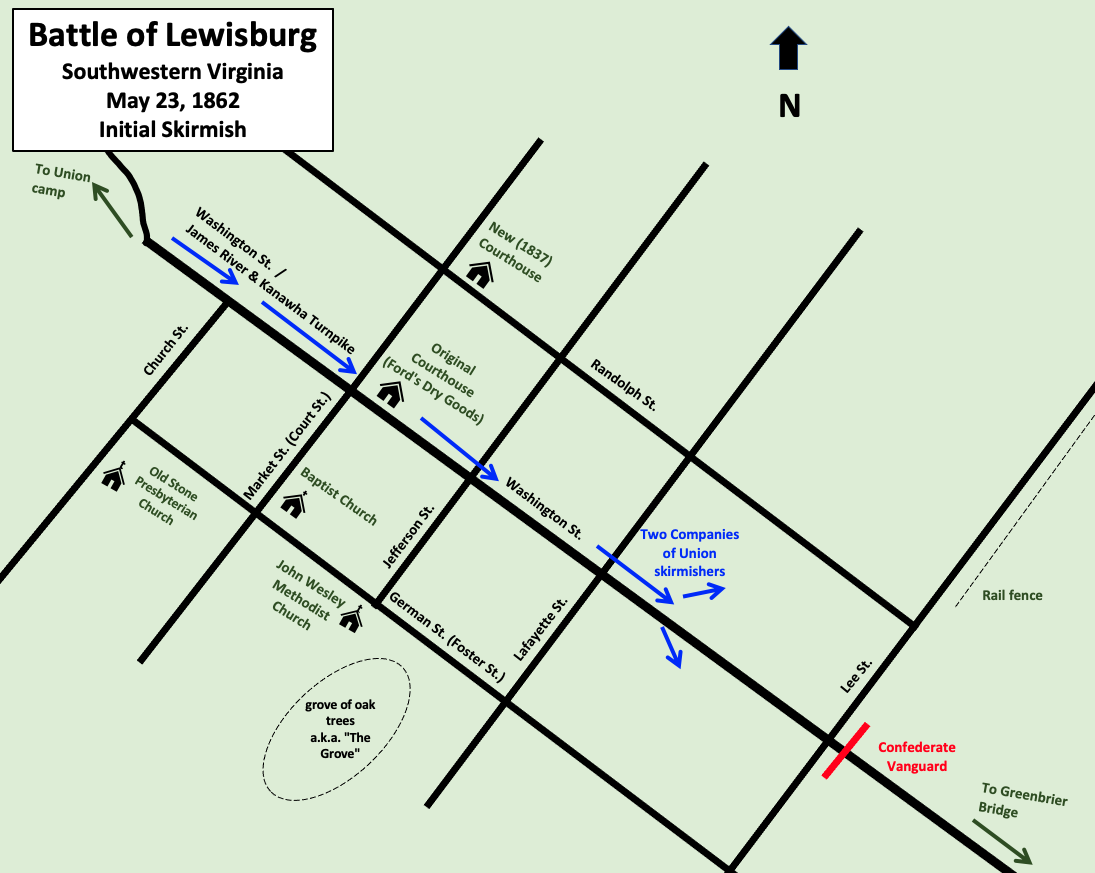
Lors de l'engagement initial, Crook dépêche deux compagnies à l'avant-garde.

Le 23 mai à 4 h du matin, les troupes de Heth reprennent leur avancée en direction de Lewisburg. Au passage de la rivière Greenbrier, une section montée du 8e régiment de cavalerie de Virginie élimine les sentinelles unionistes, tandis que deux pièces d'artillerie sont installées sur une hauteur voisine pour assurer la couverture arrière. Le gros des forces poursuit sa progression, précédé d’un détachement de cavalerie. Approchant la ville par l’est, les Confédérés dispersent une seconde ligne de sentinelles ennemies. Heth organise alors son dispositif sur la crête orientale de Lewisburg : le bataillon d’Edgar se positionne à gauche, le 45th Virginia Infantry au centre et le 22nd Virginia Infantry à droite. Le bataillon démonté du 8e régiment de cavalerie, dirigé par Cook, est placé en réserve. L’ensemble des forces atteint la crête peu après l’aube.
À 4 h 15 du matin, le camp unioniste situé sur la crête à l'ouest de la ville s'anime. Alors que les troupes se rassemblent pour l’appel, des coups de feu d’armes légères retentissent à l’est. Peu après, deux cavaliers de l’Union informent Crook que les sentinelles ont été attaquées, l’amenant à dépêcher une petite force de reconnaissance. Le capitaine Lysander W. Tulleys prend alors la tête de la compagnie D du 44e régiment d’infanterie de l’Ohio, suivi par la compagnie G du 36th Ohio Infantry, commandée par le capitaine Jewett Palmer. Progressant sur la route à péage (Washington Street), les deux unités essuient les moqueries d’habitants locaux, confiants d’une victoire confédérée. Dans le brouillard du matin, elles atteignent les abords de la ville et s’approchent de silhouettes qu’elles prennent pour des sentinelles unionistes en retraite. Elles sont alors accueillies par une salve de mousqueterie ennemie.

Carte représentant le déploiement des deux armées autour de la ville.

Convaincu d’avoir pris Crook par surprise, Heth pense n’affronter qu’un petit détachement de l’Union et suppose que le reste des forces ennemies se retire vers les collines situées à l’ouest de la ville. En réalité, hormis les chariots de ravitaillement, seule une unité unioniste s’y trouve : le bataillon du 2e régiment de cavalerie de Virginie, maintenu en réserve. Après une salve surprise, les deux compagnies de l’Union amorcent un repli progressif, ce qui pousse Heth à faire tirer son artillerie sur le camp fédéral. Interprétant ce retrait comme une déroute, et malgré les réserves exprimées par ses artilleurs, Heth ordonne à l’infanterie et à l’artillerie confédérées d’avancer. Le départ des chariots et le redéploiement de la cavalerie unioniste vers l’ouest viennent renforcer sa conviction d’un repli général. Les troupes sudistes descendent alors la colline est, à la poursuite des forces fédérales, sous les acclamations enthousiastes de la population locale.

### Déploiement et attaque de l'infanterie de Crook
Alors que les deux compagnies de l'Union affrontent l'ennemi, Crook se rend à cheval en ville afin d'observer les positions adverses. De retour, il dirige le 44e régiment d'infanterie de l'Ohio sur le flanc droit des forces unionistes, puis en confie le commandement au colonel Gilbert. Il rejoint ensuite le 36th Ohio Infantry, qu’il déploie sur le flanc gauche. La topographie urbaine dissimule efficacement les deux régiments à l’ennemi, tout en obstruant leur visibilité réciproque en raison des habitations du centre-ville. Entre-temps, les deux compagnies de tirailleurs parviennent à contenir les troupes de Heth pendant au moins vingt minutes, avant de se replier sur leurs unités respectives.

#### 44erégiment d'infanterie de l'Ohio
Sur le flanc droit de l'Union, le 44e régiment d'infanterie de l'Ohio, sous le commandement du colonel Gilbert, avance en deux lignes parallèles vers les positions confédérées. Pendant leur progression, ils subissent le tir des obus d'artillerie ennemie, ciblant le camp unioniste et sifflant au-dessus d’eux. Ils affrontent deux bataillons déployés sur l’aile gauche confédérée : celui du lieutenant-colonel Finney à l’extrémité, et à sa droite, celui du major Edgar. Plus de la moitié de l’artillerie confédérée est positionnée en retrait derrière ces deux unités.
Profitant de leur position dissimulée, les hommes de Gilbert surprennent les troupes novices de Finney et d'Edgar, déployées à découvert dans un champ de blé. Pris sous un feu nourri, les soldats confédérés, incapables de riposter efficacement, cèdent à la panique et se débandent lorsque le flanc de l’unité de Finney est débordé, tandis que le major Edgar est grièvement blessé,. Les forces de Gilbert se tournent ensuite vers l'artillerie adverse, qu'elles ciblent par des tirs précis et des assauts à la baïonnette. Elles parviennent à neutraliser une grande partie d'une batterie, tuent une vingtaine de canonniers, s’emparent d’environ 200 armes légères et capturent plusieurs soldats ennemis.

#### 36th Ohio Infantry
Sur le flanc gauche du dispositif de l'Union, le 36th Ohio Infantry affronte le 22nd Virginia Infantry confédéré. Progressant en terrain ascendant, les troupes fédérales engagent les forces sudistes retranchées derrière une clôture. Bénéficiant de la portée supérieure de leurs fusils face aux mousquets à âme lisse des Confédérés, les soldats unionistes prennent rapidement l'avantage. Après un intense échange de tirs, leur progression jusqu’à une distance d’environ 37 mètres des lignes ennemies force les troupes confédérées à battre en retraite.
L’engagement du 36th Ohio Infantry dure environ vingt minutes. Aux alentours de 6 h 30, les neuf compagnies du régiment atteignent le sommet de la crête orientale de la localité. Ce mouvement entraîne, côté confédéré, la première retraite du 22nd Virginia Infantry, repli qui fait suite à celui du bataillon de Finney et Edgar, positionné à l'extrémité opposée de la ligne sudiste.

#### Repli de Henry Heth
Initialement maintenue en réserve, la 8e cavalerie de Virginie démontée, commandée par Cook, est déployée à la demande de Heth pour tenter de contenir la retraite des troupes de Finney et d’Edgar et de rétablir la ligne confédérée. L’opération échoue, et les soldats en déroute poursuivent leur repli vers le pont de Greenbrier.
Parallèlement, la retraite des ailes droite et gauche laisse le 45th Virginia Infantry isolé et sans appui au centre du dispositif confédéré. Les deux régiments unionistes concentrent alors leurs tirs sur cette unité, lui infligeant un feu de flanc particulièrement destructeur. Tandis que les lignes sudistes commencent à céder, l'une des deux pièces d'artillerie placées près de la route principale est capturée. En dépit des tentatives de Heth et de plusieurs officiers pour rallier leurs hommes, l'ensemble des forces confédérées se disloque et se replie en désordre vers le pont de Greenbrier.

### Poursuite et fin de la bataille

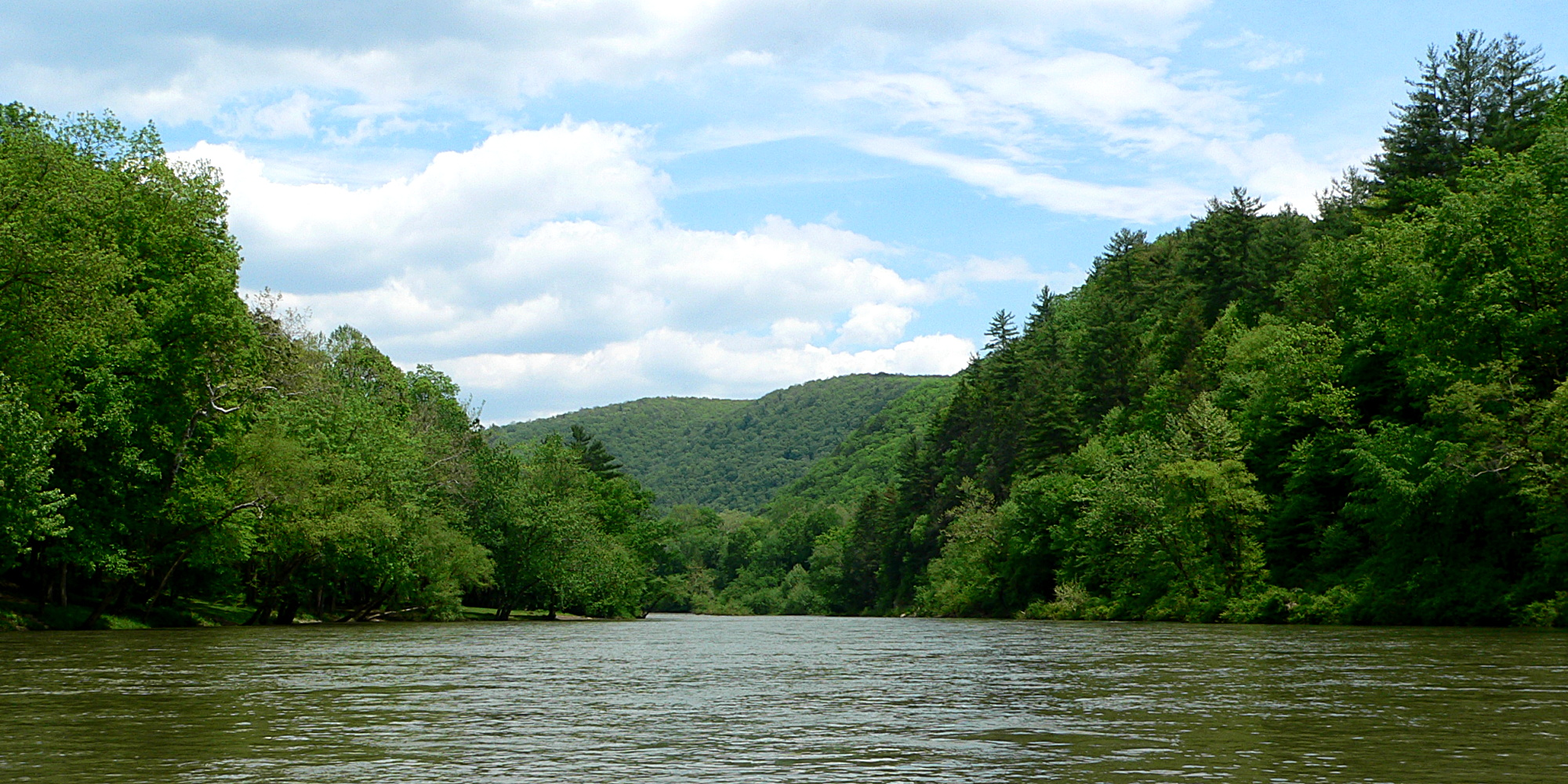
La rivière Greenbrier, à environ 21 kilomètres au nord de Caldwell en Virginie-Occidentale (photographie de 2005).

Bien que les deux régiments d'infanterie de l'Union aient atteint la crête est de la localité, la majorité des soldats, craignant une embuscade, interrompent la poursuite des troupes de Heth. Seules une compagnie du 44e Ohio et deux compagnies du 36th Ohio Infantry poursuivent leur avancée jusqu'aux abords du pont de Greenbrier. Après la capture de quatre pièces d'artillerie par le 44e Ohio, Crook engage la 2e cavalerie de Virginie pour poursuivre les Confédérés en déroute. La cavalerie se déploie à environ 1,6 kilomètre de la ligne confédérée, mais les hommes de Heth ont déjà disparu à son arrivée. Le chemin menant au pont de Greenbrier et ses abords présentent un désordre marqué, jonchés d'armes, d'équipements et de vêtements abandonnés par les fuyards.
À leur arrivée au pont de Greenbrier, les cavaliers découvrent l’ouvrage en flammes et les forces confédérées retranchées sur la rive opposée. Plusieurs canons confédérés, inutilisables, gisent abandonnés dans le cours d’eau. L’affrontement, qui n’a duré que 90 minutes, a vu l’engagement principal des deux régiments d’infanterie de Crook se limiter à 20 minutes. Par précaution, Crook ordonne à ses hommes de regagner leur campement, tandis que des détachements de cavalerie patrouillent les routes menant à Lewisburg pour prévenir toute attaque surprise confédérée. Heth et ses troupes poursuivent leur retraite vers Union, dans le comté de Monroe, avant de se diriger plus au sud, vers Salt Sulphur Springs.

## Conséquences
Après la bataille, Crook est promu brigadier général par Cox puis nommé commandant de l'armée de Virginie-Occidentale. Reconnu par William Tecumseh Sherman comme le « plus grand général américain durant les combats contre les Indiens », il s'engage également en faveur des droits civiques des Amérindiens. Parallèlement, Heth est promu et commande une brigade dans l'armée de Virginie du Nord. Il reste surtout connu pour avoir déclenché la bataille de Gettysburg en désobéissant à l'ordre du général confédéré Robert Lee d'éviter tout engagement. Le bataillon d'Edgar, formé trois jours avant, a participé à la bataille de Lewisburg, où sa performance jugée médiocre lui vaut le refus d'intégrer le 22nd Virginia Infantry. Le bataillon se rattrape toutefois en se distinguant lors de la bataille de White Sulphur Springs en 1863.

### Pertes humaines
Selon une étude de l'historien Richard L. Armstrong, l'Union déplore 93 pertes, dont 19 décès : 11 tués sur le coup, 6 mortellement blessés et 2 prisonniers morts de maladie. Treize soldats sont enterrés près de Lewisburg par les hommes de Crook. Le nombre total de blessés s’élève à 66, avec 8 prisonniers. Parmi les blessés figure le colonel Crook, touché au pied mais qui a néanmoins continué de commander le 36th Ohio Infantry. Dans son rapport daté du 24 mai, Crook fait état officiellement de 11 tués et 54 blessés, tout en précisant que plusieurs ne sont pas « gravement atteints ». Il signale également que certains habitants de Lewisburg ont tiré sur des soldats blessés, provoquant la mort d’un d’entre eux, ce qui a conduit à l’élaboration de plans pour sanctionner ces individus s’ils sont identifiés.
Selon Armstrong, les pertes confédérées s’élèveraient à environ 240 hommes, un chiffre probablement sous-estimé en raison de la rareté des archives disponibles. Ce bilan inclut 30 tués sur le coup, 30 blessés mortels et 4 prisonniers décédés en détention. On dénombre également 36 blessés et 50 blessés faits prisonniers, auxquels s’ajoutent 89 capturés indemnes et un disparu. Le bataillon d’Edgar (avec ses deux unités) et le 22nd Virginia Infantry concentrent à eux seuls près de 200 pertes, tandis que le 45th Virginia Infantry, mieux positionné dans la ville, subit des pertes moindres. Dans son rapport du 24 mai, Crook revendique la capture de Finney, d’Edgar, de plusieurs officiers subalternes et de 93 soldats, ainsi que la récupération de 66 blessés, le décompte de 38 morts ennemis et la prise de quatre pièces d’artillerie. En revanche, le rapport de Heth du 23 mai se limite à évoquer la perte de nombreux officiers valeureux, sans en préciser l’ampleur.

### Analyse stratégique
Le soldat et historien militaire Joseph Sutton qualifie la bataille de « l'un des engagements les mieux planifiés de la guerre », estimant que Crook a brillamment réussi à attirer Heth en ville avant de le surprendre par une manœuvre d'encerclement impliquant des troupes d'infanterie de l'armée de l'Union sur ses deux flancs. Pris de court, les soldats confédérés paniquent et sont rapidement repoussés hors de la ville. Heth décrit cet épisode comme une « retraite des plus honteuses », qu’il impute en partie à l'inexpérience de ses hommes et officiers, tout en admettant sa propre responsabilité. L’historien Armstrong lui reproche d’avoir « totalement mal géré l'ensemble de la situation », notamment en plaçant une artillerie trop avancée, appuyée par un bataillon novice. Ce dernier subit de lourdes pertes après avoir été envoyé traverser un champ de blé, où il est pris en embuscade par des soldats de l’Union dissimulés dans les bois voisins.

### Conservation des lieux liés à la bataille

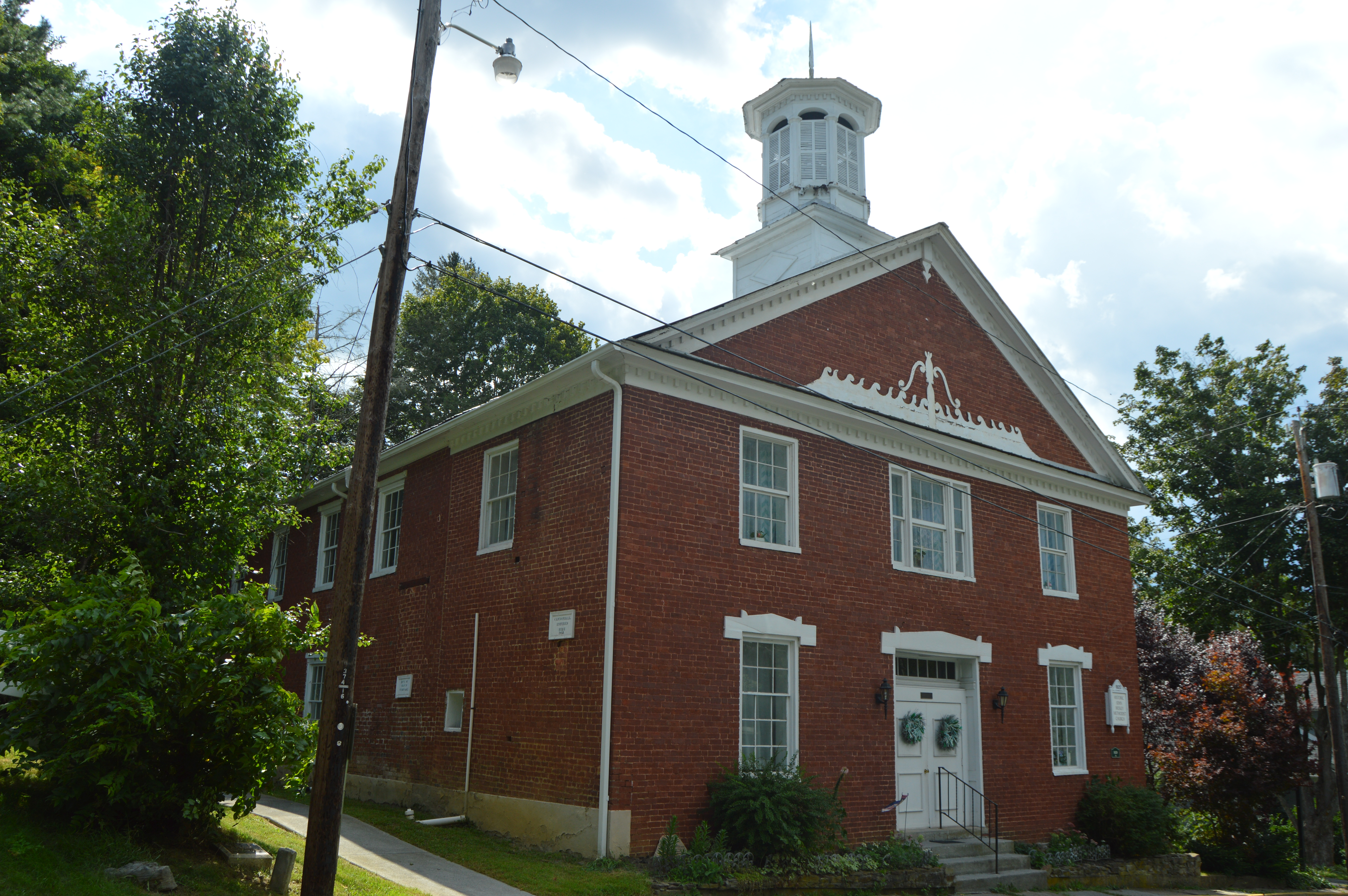
L'église méthodiste unie John Wesley.

La majeure partie des combats ayant eu lieu dans les rues de la ville, aucun champ de bataille n'est inscrit à un quelconque registre. Néanmoins, plusieurs bâtiments et cimetières le sont. La John A. North House, érigée en 1820, est aujourd'hui un musée et a été inscrite au registre national des lieux historiques en 1974. Le cimetière confédéré de Lewisburg abrite 95 soldats confédérés inconnus, tombés lors de la bataille de Lewisburg et de la bataille de Droop Mountain. Ce cimetière a été ajouté au Registre national en 1988. Étant donné que la plupart des personnes enterrées ne sont pas identifiées, un auteur suggère qu'il pourrait y avoir bien plus que les 95 généralement mentionnés. De plus, deux tombes sont reconnues comme celles de soldats de la bataille de White Sulphur Springs. Un petit cimetière de l'Union se trouve également près de Lewisburg, mais il est situé sur une propriété privée.
Le Old Stone Presbyterian Church de Lewisburg est une autre structure inscrite au Registre national des lieux historiques. Pendant la guerre civile, elle a servi d'hôpital pour les deux camps. Certains soldats confédérés décédés lors de la bataille de Lewisburg y ont été initialement enterrés avant d'être transférés au cimetière confédéré. L'église méthodiste unie John Wesley a été frappée par un boulet de canon durant la bataille, et de vieilles munitions ainsi que des douilles ont été découvertes plus tard sous le plancher de l'église. En 1974, lorsque la structure est ajoutée au registre national des lieux historiques, des traces du tir de canon étaient encore visibles dans le mur.